# 椎野カロリーナ
椎野カロリーナ（ウクライナ語: Кароліна Шиїно, しいの カロリーナ、1997年8月24日 - ） はウクライナ生まれ、愛知県出身の日本人モデル。2024年、第56回ミス日本コンテストでグランプリに選ばれるが辞退する（後述）。
別名義としてカロリーナ（Karolina）およびカロリーナ・サルク（Karolina Saluk）がある。明治学院大学文学部フランス文学科卒業。2024年2月5日までフリー・ウエイブに所属していた。

## 経歴・人物
1997年8月24日、当時17歳の母のもとウクライナに生まれる（両親ともウクライナ人）。その後母が日本人男性と再婚し、カロリーナ5歳の年に来日した。以来日本で暮らしている。母親がウクライナ語を話す中で、カロリーナ自身は常に日本語を使い「話す言葉も、頭の中も日本人」と意識していたが「鼻の高さや髪の色の見た目で外国人と思われていた」とコンプレックスを抱えていた。
15歳の時にスカウトされた事をきっかけにモデルデビューした。モデル活動をするうちに「ギャップが個性になった」としてコンプレックスを克服し、「それと同じ悩みで抱える人たちの背中を押せれたら」という思いで後の日本国籍取得につながる。
母から「仕事のためにも少しはトレーニングしなさい！」と言われ、仕方なくスポーツジムに入会した。そこで仲良くなったフィジーカーたちに勧められたことが後の「ベストボディ・ジャパン」出場のきっかけとなる。もともとはミスコンのような大会に出場したかったが、国籍の壁に阻まれる。そんな折、国籍による制限のないベストボディ・ジャパンを知る。2017年、ベストボディ・ジャパンに初挑戦した。準グランプリを獲得するが、このとき優勝できなかった悔しさをバネに、2020年改めて出場を決意した。千葉大会、東京大会、名古屋大会、埼玉大会、関東大会で優勝した。また同年12月に行われた「ベストボディ・ジャパン2020日本大会」でガールズ部門、さらに総合部門で優勝を果たす。
これまではモデルの活動を中心としてきたが、ベストボディ・ジャパン優勝を機に美ボディを活かしたタレント活動にも力を入れている。
2021年2月27日、『有吉反省会』に出演した際、プロフィールをごまかしている事を反省した。プロフィールでは日本語・ウクライナ語・ロシア語を話せるトリリンガルであるとしていたが、実際は日本語しか話せないと暴露した。ウクライナ語は話せないがヒアリングはできる。
2022年4月4日、ウクライナにいた祖母が日本に無事避難したことをツイッターで報告した。実家のある名古屋で母と暮らしている。2023年3月現在、名古屋市名東区・矢田川沿いにある市営住宅に祖母にとっての三女（カロリーナの母）と暮らす。
2023年9月4日、自身のX（旧Twitter）で日本に帰化したことを明らかにした。

### ミス日本2024グランプリ受賞と辞退
2023年7月、第56回ミス日本コンテスト（ミス日本2024）への参加を申し込み、2024年1月22日、ミス日本2024グランプリに選ばれる。
参加動機についてカロリーナは「日本人として認められたいという思いがきっかけで、勉強会への参加を通して、何かできることはないかと思うようになり、人を見た目で判断しない社会づくりをしたいことが目標になった」という。それが故グランプリを受賞したときのスピーチで「これまでも人種の壁があり、日本人として受け入れられなかった部分もあったが、日本人として認められたことに感謝したい」と述べた。なおミス日本の26歳での受賞は過去最年長であるとともに、外国から帰化した日本国籍者がミス日本を受賞した史上初の例となった。一部海外メディアは、移民が少ない均質的な国で外国にルーツを持つ女性がグランプリに選ばれた、と驚きをもって伝えた。
その後、週刊文春2024年2月1日号で妻子ある医師兼タレントの前田拓摩との不倫が報じられた。同誌によると二人は「ベストボディ・ジャパン」出場をきっかけに知り合い、2021年から交際を始めたというが、椎野の事務所は「前田が妻帯者だと知ってからは会っていない。交際には至っていない」と否定した。ミス日本事務局も当初この記事の内容を否定していたが、最終的には椎野が既婚と知りながら前田と交際をしていたことを認めた。2月5日にミス日本事務局は、椎野よりミス日本2024受賞の辞退の申し出があったことを発表した。ミス日本事務局はミス日本2024受賞を取り消して同年のタイトルを空位とした。また、所属事務所は彼女との契約が解除されたことを発表した。
椎野は自身のInstagramアカウントで医師の妻と家族、ミス日本関係者と応援してくれたファンに謝罪した。

### 人物
特技はワークアウトで美ボディを作ること。趣味は新しいメイク用品を試すこと。ベストボディ・ジャパンをきっかけにフィットネスや健康に興味を持ち、2021年現在食育アドバイザーの資格取得を目標に勉強中。

## フィルモグラフィー

### テレビ番組
- しゃべくり007（日本テレビ） - 『24時間テレビ43』チャリティTシャツ デザイン発表モデル、ラウンドガール
- 有吉反省会（2021年2月27日、日本テレビ）
- 踊る!さんま御殿!!（2021年12月7日、日本テレビ）

### 広告
- マネックス証券 米国株イメージキャラクター
- FIT EASY イメージキャラクター
- Diane シャンプー
- 新潟南イオンモール
- 大丸 TROJAN
- カシオ計算機
- Casio キャッシュレジスター
- P&G レノアハピネス TVCM
- SONY スピーカー RA3000